# Spree-Oder-Wasserstraße
Als Spree-Oder-Wasserstraße (SOW)  wird die etwa 129 km lange schiffbare Verbindung zwischen der Mündung der Spree in die Havel in Spandau und der Oder bei Eisenhüttenstadt bezeichnet. Sie enthält staugeregelte Strecken der Spree und einen Abschnitt der Dahme und den Oder-Spree-Kanal (OSK). In Spandau schließt sie an die Untere Havel-Wasserstraße und an die Havel-Oder-Wasserstraße an.
Die Spree-Oder-Wasserstraße befindet sich in den Bundesländern Berlin und Brandenburg und ist eine Bundeswasserstraße überwiegend der Wasserstraßenklasse IV mit Einschränkungen. Zuständig für die Verwaltung ist das Wasserstraßen- und Schifffahrtsamt Spree-Havel.

## Geschichte
Eine schiffbare Verbindung zwischen der mittleren Spree bei Neuhaus und der Oder bei Brieskow bestand als ca. 27 km langer Friedrich-Wilhelm-Kanal schon seit 1668.
Sein Nachfolger wurde der leistungsfähigere und schon im Raum Berlin beginnende Oder-Spree-Kanal.

## Verlauf der Verbindung  zwischen Havel und Oder
Die SOW beginnt an der Spreemündung in die Havel in Berlin-Spandau, folgt der Unteren Spree (6 km), der Berliner Spree (15 km) und der Treptower Spree (12 km) bis zur Mündung der Dahme in die Spree in Berlin-Köpenick.
In der Dahme verläuft sie durch den Langen See, benutzt in etwa dessen Mitte einen Durchstich nach Osten in den Seddinsee und schließt in diesem am gegenüberliegenden Ufer an den westlichen Abschnitt des Oder-Spree-Kanals an (12 km). Nach 24 km trifft der Kanal bei Große Tränke auf die Fürstenwalder Spree, in der die SOW  20 km verläuft, bevor der 41 km lange östliche Teil des Oder-Spree-Kanals an diese angeschlossen ist. Nach der Passage des Kersdorfer Sees beginnt im Oberwasser der Schleuse Kehrsdorf die die Nordsee-Ostsee-Wasserscheide überwindende Scheitelhaltung. Im Unterwasser der Schleuse Fürstenberg in Eisenhüttenstadt schließt der zweite Kanal-Abschnitt und damit der Oder-Spree-Kanal und die SOW an die Oder an.
Die Kilometrierung der Wasserstraße beginnt an der Spreemündung in die Havel und endet an der Oder. Sie geht zu Berg, gegen die Fließrichtung der Flüsse Spree und Dahme, in überwiegend östlicher und südöstlicher Richtung.

## Andere zur SOW gehörende Bundeswasserstraßen
Rechtlich zur SOW:
- Ruhlebener Altarm
- Landwehrkanal
- Spreekanal mit Kupfergraben
- Rummelsburger See
- Müggelspree (Großer Müggelsee) von der Einmündung in den Dämeritzsee bis zur Einmündung in die SOW (Treptower Spree)
- Große Krampe
- Wasserstraße Seddinsee und Gosener Kanal
- Gosener Graben
- Mündungsstrecke Drahendorfer Spree
- Neuhauser Speisekanal
- Kleiner Müllroser See
- Anfangsstrecke Brieskower Kanal (ehem. Friedrich-Wilhelm-Kanal)

## Schleusen zwischen Havel und Oder
- Am Kilometer 68,75 der Spree-Oder-Wasserstraße gab es bis zum Jahr 2005 eine weitere Schleuse, die Schleuse Große Tränke (nicht mehr vorhanden, kursiv dargestellt), welche aber seit Jahrzehnten nicht genutzt wurde. Das alte und enge Bauwerk stellte für die Berufsschifffahrt ein Schifffahrtshindernis dar. Sie wurde in früherer Zeit nur bei sehr hohen Hochwasserständen der Spree genutzt, da es dann notwendig war, die Wasserhaltung bis zur Schleuse Wernsdorf vor Überflutung zu schützen. Weiterhin wurde durch die Staustufe die Fließgeschwindigkeit im spreegeprägten Kanalabschnitt vorteilhaft für die damalige Schleppschifffahrt verringert.

| Ort                   | Name der Schleuse                | Wasserstraßen- kilometer      | Daten | Verkehrsfreigabe Baujahr                                         | Bild                                     | Anrufkanal | Koordinaten                  |
| --------------------- | -------------------------------- | ----------------------------- | --- | ---------------------------------------------------------------- | ---------------------------------------- | ---------- | ---------------------------- |
| Berlin, Spree         | Schleuse Charlottenburg          | Bundeswasserstraße SOW 6,30   | L 150,00 m / B 12,50 m / Fallhöhe 1,23 m | 1998/2003                                                        | Schleuse Charlottenburg                  | UKW 82     | 52° 31′ 52″ N, 13° 17′ 10″ O |
| Berlin, Spree         | Schleuse Mühlendamm              | Bundeswasserstraße SOW 17,80  | L 136,00 m / B Nordkammer 11,75 m /Südkammer 12,00 m / Fallhöhe 1,51 m                                                                       | 1936/1942                                                        | Schleuse Mühlendamm                      | UKW 20     | 52° 30′ 53″ N, 13° 24′ 37″ O |
| Wernsdorf, OSK        | Schleuse Wernsdorf               | Bundeswasserstraße SOW 47,60  | L Nordkammer 115 m / Südkammer 65,00 m / B Nordkammer 9,40 m / Südkammer 8,60 m / Fallhöhe 4,51 m                                            | Südschleuse 1888 / Nordschleuse 1904 / 2006                      | Schleuse Wernsdorf                       | UKW 62     | 52° 22′ 19″ N, 13° 42′ 31″ O |
| Fürstenwalde, OSK     | ehemalige Schleuse Große Tränke  | Bundeswasserstraße SOW 68,75  | L Nordkammer 59,40 m / Südkammer 67,50 m / B Nordkammer 9,60 m / Südkammer 8,50 m / Fallhöhe 0,00 m                                          | Südschleuse 1891 / Nordschleuse 1912 bis 1914 / 2005 abgebrochen | Luftbild ehemalige Schleuse Große Tränke |            | 52° 22′ 4″ N, 13° 59′ 36″ O  |
| Fürstenwalde, Spree   | Schleuse Fürstenwalde            | Bundeswasserstraße SOW 74,70  | L Nordkammer 67,60 m / Südkammer 67,70 m / B Nordkammer 8,54 m / Südkammer 9,40 m / Fallhöhe 0,93 m                                          | Südschleuse 1912/14 / Nordschleuse 1891                          | Schleuse Fürstenwalde                    | UKW 22     | 52° 21′ 14″ N, 14° 3′ 58″ O  |
| Kersdorf, OSK         | Schleuse Kersdorf                | Bundeswasserstraße SOW 87,93  | L Nordkammer 115,00 m / Südkammer 67,50 m / B Nordkammer 9,68 m / Südkammer 8,54 m / Fallhöhe 2,38 m                                         | Südschleuse 1891 / Nordschleuse 1914 / 2013                      | Schleuse Kersdorf                        | UKW 82     | 52° 18′ 19″ N, 14° 14′ 24″ O |
| Eisenhüttenstadt, OSK | Schachtschleuse Eisenhüttenstadt | Bundeswasserstraße SOW 127,30 | L Nordkammer 127,00 m / Südkammer 127,00 m / B Nordkammer 12,00 m / Südkammer 12,00 m / Fallhöhe max. 14,00 m (abhängig vom Oderwasserstand) | 1. August 1925 bis 1. November 1929                              | Schachtschleuse Eisenhüttenstadt         | UKW 82     | 52° 7′ 55″ N, 14° 39′ 15″ O  |

| Fallhöhen der Schleusen der Spree-Oder-Wasserstraße (Durchschnitt) und deren Abstände voneinander | Fallhöhen der Schleusen der Spree-Oder-Wasserstraße (Durchschnitt) und deren Abstände voneinander | Fallhöhen der Schleusen der Spree-Oder-Wasserstraße (Durchschnitt) und deren Abstände voneinander | Fallhöhen der Schleusen der Spree-Oder-Wasserstraße (Durchschnitt) und deren Abstände voneinander | Fallhöhen der Schleusen der Spree-Oder-Wasserstraße (Durchschnitt) und deren Abstände voneinander | Fallhöhen der Schleusen der Spree-Oder-Wasserstraße (Durchschnitt) und deren Abstände voneinander | Fallhöhen der Schleusen der Spree-Oder-Wasserstraße (Durchschnitt) und deren Abstände voneinander | Fallhöhen der Schleusen der Spree-Oder-Wasserstraße (Durchschnitt) und deren Abstände voneinander | Fallhöhen der Schleusen der Spree-Oder-Wasserstraße (Durchschnitt) und deren Abstände voneinander | Fallhöhen der Schleusen der Spree-Oder-Wasserstraße (Durchschnitt) und deren Abstände voneinander | Fallhöhen der Schleusen der Spree-Oder-Wasserstraße (Durchschnitt) und deren Abstände voneinander |
| ------------------------------------------------------------------------------------------------- | ------------------------------------------------------------------------------------------------- | ------------------------------------------------------------------------------------------------- | ------------------------------------------------------------------------------------------------- | ------------------------------------------------------------------------------------------------- | ------------------------------------------------------------------------------------------------- | ------------------------------------------------------------------------------------------------- | ------------------------------------------------------------------------------------------------- | ------------------------------------------------------------------------------------------------- | ------------------------------------------------------------------------------------------------- | ------------------------------------------------------------------------------------------------- |
| 1,2 m                                                                                             | 11,5 km                                                                                           | 1,5 m                                                                                             | 29,8 km                                                                                           | 4,5 m                                                                                             | 27,1 km                                                                                           | 0,9 m                                                                                             | 15,0 km                                                                                           | 2,3 m                                                                                             | Scheitelhaltung 37,6 km                                                                           | 14,0 m                                                                                            |
| Charlottenburg                                                                                    |                                                                                                   | Mühlendamm                                                                                        |                                                                                                   | Wernsdorf                                                                                         |                                                                                                   | Fürstenwalde                                                                                      |                                                                                                   | Kersdorf                                                                                          |                                                                                                   | Eisenhüttenstadt                                                                                  |

## Geplanter Ausbau
Im Zuge des Verkehrsprojekts Deutsche Einheit Nr. 17 wird die Spree-Oder-Wasserstraße ab km 0 bis km 4,673 (Höhe Rohrdamm) ab dem Jahr 2018 vertieft und an einigen Stellen korrigiert. Der Ausbau erfolgt gegenüber der ursprünglichen Planung in reduzierter Form, so wird die Fahrrinne statt auf vier Meter nun auf 3,50 Meter vertieft. Die voraussichtliche Bauzeit wird mit drei Jahren angegeben.

## Karten
- Folke Stender: Redaktion Sportschifffahrtskarten Binnen 1. Nautische Veröffentlichung Verlagsgesellschaft, ISBN 3-926376-10-4.
- W. Ciesla, H. Czesienski, W. Schlomm, K. Senzel, D. Weidner: Schiffahrtskarten der Binnenwasserstraßen der Deutschen Demokratischen Republik 1:10.000. Band 4. Herausgeber: Wasserstraßenaufsichtsamt der DDR, Berlin 1988, OCLC 830889996.